# Викентий Зографски
Хаджи Викентий Зографски е изтъкнат български православен монах от Зографския манастир в Света гора. Участник в първата фаза на българското църковното и просветно движение, голям дарител за построяването на училища и църкви, за образованието на български младежи и за издаването на книги.

## Биография
Роден е около 1758 година в село Сергювец или в село Беляковец, Търновско. Монасите от Зографския манастир го знаят като родом от Беляковец, но според преданията в село Сергювец той е роден там, майка му овдовява и се оженва в село Беляковец, където израства детето ѝ. Предполага се, че светското му име е Васил или Вълчо.
Става кожухар, а после, вероятно около 1792 година, се залавя успешно с търговия на едро в Бесарабия и Одеса. Отказва се от търговията и заминава за Атон, след това отива в Йерусалим на хаджилък и вероятно около 1796 година е в светогорския скит „Света Богородица“ с монашеско име Викентий. Скоро го напуска и си купува с лични средства частна килия във Ватопедския манастир „Свети Архангел“. В 1803 година е вече йеромонах в Зографския манастир, документирано в манастирския Поменик. Предполага се, че в началото на века има активна таксидиотска дейност из българските земи и в Бесарабия.
В 1818 година Зографският манастир решава да предприеме действия за възвръщане на имотите си в Бесарабия, в това число и Киприяновския манастир край Кишинев и други манастири, доходите от които в 1913 година с решение на Царска Русия и руския Синод са пренасочени от Атон към кишиневския архиепископ за поддръжка на тамошната семинария. В 1819 година Зографският манастир изпровожда с тази задача двама монаси – хаджи Викентий Зографски и Анатолий Зографски. Мисията им отнема цели 20 години, през които те са ту в Бесарабия, ту в Петербург, в определени периоди се връщат и в Атон, но завършва с голям успех, повишил значително и техния личен авторитет.
В началото на 1840 година се отправя към Цариград, минавайки през Одеса, където вероятно се запознава с Васил Априлов. Част от кореспонденцията им е запазена.
Към 1842 година влиза в конфликт с Цариградската патриаршия и с управата на Зографския манастир. В 1843 година възбужда съдебен процес срещу манастира и за намеса на Патриаршията. Изследователят Иван Радев предполага, че в дъното на конфликта, „без да избуява „на светло“ и да е добило отчетлив израз, стои съзнанието за скъсване с елинизма, назрява идеята за автономна българска църква“. В кореспонденцията на руския посланик в Цариград граф Бутанев сред имената на опасните размирници са йеромонах Иларион Стоянович, архимандрит Неофит Бозвели и хаджи Викентий. Голямото сближаване на Викентий с Неофит Бозвели е от месеците, които прекарва в Кирея, в тамошния метох на Светата обител; от запазената им кореспонденция личи тяхната близост и единомислие, общите идеи за съпротива на елинизма и необходимост от просвещение на техния народ. През юни 1843 година светогорски съд взема помирително решение във връзка с Викентий, което не се оказва окончателно.
Умира на 13 декември 1861 година.